# Gymnammodytes
Gymnammodytes és un gènere de peixos pertanyent a la família dels ammodítids.
Es nodreixen de plàncton.
Molt rarament són costaners i es troben associats als substrats de grava i de petxines de l'Atlàntic i de la Mediterrània.

## Descripció
- Poden fer fins a 28 cm de llargària total.
- Cos nu, llevat del terç posterior on es troben algunes escates.
- Els marges de les aletes dorsal i anal són ondulats.
- Presenten línia lateral.[2]

## Taxonomia
- Gymnammodytes capensis (Barnard, 1927)[4]
- Sonso (Gymnammodytes cicerelus) (Rafinesque, 1810)[5][6]
- Gymnammodytes semisquamatus (Jourdain, 1879)[7][8][9][10][11][12][13]